# Gestreepte babax
De gestreepte babax (Pterorhinus lanceolatus) is een zangvogel uit de familie Leiothrichidae.

## Verspreiding en leefgebied
Deze soort komt voor van Myanmar tot zuidoostelijk China en telt drie ondersoorten:
- P. l. bonvaloti: zuidwestelijk China.
- P. l. lanceolatus: van centraal Myanmar tot centraal en zuidelijk China.
- P. l. latouchei: zuidoostelijk China.